# Trigonopterus paramoduai
Trigonopterus paramoduai – gatunek chrząszcza z rodziny ryjkowcowatych i podrodziny krytoryjków.

## Taksonomia
Gatunek ten opisany został po raz pierwszy w 2021 roku przez Radena P. Narakusumo i Alexandra Riedela na łamach „ZooKeys”. Jako miejsce typowe wskazano górę Dako w kabupatenie Tolitoli w indonezyjskiej prowincji Celebes Środkowy. Epitet gatunkowy nawiązuje do podobnego T. moduai.

## Morfologia
Chrząszcz o ciele długości od 2,5 do 2,7 mm, wysklepionym, w zarysie prawie jajowatym ze słabym przewężeniem między przedpleczem a pokrywami, ubarwionym czarno z rdzawymi czułkami, pokrywami i odnóżami oraz ciemnordzawymi pokrywami. Ryjek samca jest przewężony pośrodku. Epistom jest słabo widoczny. Powierzchnia przedplecza jest gęsto i grubo punktowana oraz siateczkowana. Pokrywy mają głębokie rzędy z punktami oraz lekko żeberkowate międzyrzędy. Wszystkie odnóża mają uda pozbawione ząbków, zaopatrzone w niezmodyfikowane listewki przednio-brzuszne. Tylna para odnóży ma na udach przedwierzchołkową łatkę strydulacyjną oraz słabo zaznaczoną krawędź tylno-grzbietową. Genitalia samca mają prącie o bokach lekko wklęśniętych oraz oszczecinionym z wyraźną   wypustką środkową szczycie. Aparat przenoszący jest biczykowaty i zakrzywiony, natomiast przewód wytryskowy pozbawiony jest bulbusa.

## Ekologia i występowanie
Ryjkowiec ten zasiedla górskie lasy. Spotykany jest na rzędnych od 1900 do 2200 m n.p.m. Bytuje na listowiu roślinności.
Owad orientalny, endemiczny dla Celebesu, znany tylko z lokalizacji typowej w prowincji Celebes Środkowy.